# 紀元前435年
紀元前435年（きげんぜん435ねん）は、ローマ暦の年である。
当時は、「ユッルスとトリコストゥスが共和政ローマ執政官に就任した最初の年」として知られていた（もしくは、それほど使われてはいないが、ローマ建国紀元319年）。紀年法として西暦（キリスト紀元）がヨーロッパで広く普及した中世時代初期以降、この年は紀元前435年と表記されるのが一般的となった。

## 他の紀年法
- 干支 : 丙午
- 日本
  - 皇紀226年
  - 孝昭天皇41年
- 中国
  - 周 - 考王6年
  - 秦 - 躁公8年
  - 晋 - 哀公17年
  - 楚 - 恵王54年
  - 斉 - 宣公21年
  - 燕 - 閔公4年
  - 趙 - 襄子41年
  - 魏 - 文侯11年
- 朝鮮
  - 檀紀1899年
- ベトナム :
- 仏滅紀元 : 110年
- ユダヤ暦 : 3326年 - 3327年

## できごと

### ギリシア
- ギリシアの植民都市であったエピダムノス (Ἐπίδαμνος、Epidamnos) で、寡頭制体制と民主派の間に紛争が起こった。この植民都市の市民の大部分は、コリントスかケルキラ島の出身であった。エピダムノスから追放された寡頭派はケルキラに助けを求め、民主派はコリントスに支援を求めた。この紛争はやがて激化し、ケルキラがコリントスに攻撃される事態に至った。

### 共和政ローマ
- 前年から続く疫病が更に蔓延した。
- 独裁官クィントゥス・セルウィリウス・プリスクスがフィデナエを陥落させた。

### 芸術
- アテナイの彫刻家ペイディアスが、エーリスにおいて、オリンピアのゼウス神殿のために制作していた、黄金と象牙で飾られた神々の王ゼウスの像が完成した。この像は、世界の七不思議のひとつに数えられた。オリンピアのゼウス像は、通常の人間の7倍の大きさで13メートルほどあったとされ、神殿の天井の高さいっぱいの大きさであったとされている。

## 誕生
- キュテラのピロクセノス (Philoxenus of Cythera) - ギリシアのディテュランボス（酒神讃歌）詩人